# 波尔布特主义

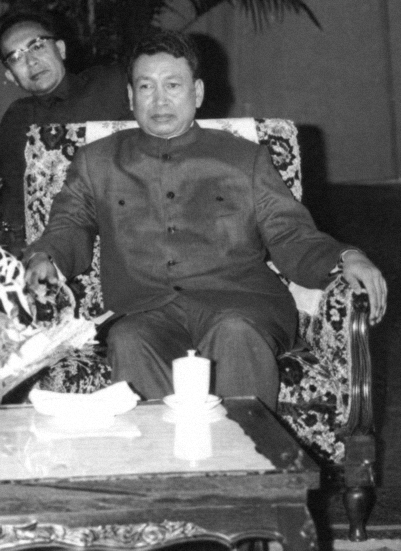
波尔布特

波尔布特主义（英語：Polpotism）是指波尔布特所构想的理论体系，其基础是沙文主义，尽管波尔布特自称共产主义者，并将柬埔寨共产党描述为一个捍卫“适应柬埔寨国情的马克思列宁主义观点”的政党。
据红色高棉的重要人物乔森潘所述，其核心思想是“你没有，我也没有，这就是共产主义”，在这种社会中，一切财产归国家所有，没有任何个人财产，一切都属于集体。
波尔布特的思想被用作反对马克思列宁主义的宣传工具。其主张建立一个完全自给自足、完全排斥一切外来影响的“社会主义”农业社会。毛泽东的著作，特别是《新民主主义论》，以及约瑟夫·斯大林的理论，是波尔布特思想的重要来源。
在重新解读阶级的革命角色并质疑以无产阶级为中心的马克思主义方法时，波尔布特主义主张建立农民和知识分子的革命联盟。这种思想据说与波尔布特在巴黎时阅读无政府共产主义者彼得·克鲁泡特金的作品有关。对波尔布特而言，农民可以通过柬埔寨共产党大规模的教育培养出无产阶级意识。
波尔布特主义与其他思想流派的显著区别是其“僧侣式地强调纪律”和“系统性地消灭个体”的做法，这些做法被传记作家肖特称为波尔布特主义的“标志”。波尔布特和红色高棉认为，为了摧毁他们视为柬埔寨社会根深蒂固的个人主义态度，必须通过强制手段来建立集体化国家。肖特指出，该理论观点是：“宁可做得过火，也不要做得不够”，这一信条催生了红色高棉统治期间的大量暴行。在民主柬埔寨，饥饿、睡眠剥夺和长时间劳动等手段被用于劳改营中，以增加身体和心理压力，使成员更易被洗脑。肖特评论道：“没有任何其他共产党‘曾’如此极端地试图直接改造其成员的思想”。
这个词被用来描述共产主义运动中的极端派系，如光辉道路，其理念与红色高棉政权相似。这个词也曾在左翼中使用，用来形容一种具有破坏性或极端的共产主义，如古巴领导人菲德尔·卡斯特罗在一次演讲中说：“在革命运动的历史中，你会不止一次发现帝国主义与那些表面上采取极端左翼立场的人之间的联系。柬埔寨大屠杀的发动者波尔布特和英萨利今天不正是美帝国主义在东南亚最忠实的盟友吗？我们在古巴，从格林纳达危机爆发以来，就把科尔德集团称为‘波尔布特主义者’，姑且这样称呼他们。”